# Arthrosporella
Arthrosporella — рід грибів родини Tricholomataceae. Назва вперше опублікована 1970 року.

## Класифікація
До роду Arthrosporella відносять 1 вид:
- Arthrosporella ditopa